# Paddy Moore
Paddy Moore, właśc. Patrick Moore (ur. 4 sierpnia 1909 w Ballybough, zm. 24 lipca 1951 w Birmingham) – irlandzki piłkarz, który grał w między innymi w drużynach Shamrock Rovers oraz Aberdeen. Moore reprezentował także obydwie irlandzkie drużyny narodowe, zarówno Republiki Irlandzkiej (FAI), jak również Irlandii Północnej (IFA).
W lutym 1934 Moore zdobył cztery bramki dla drużyny Republiki Irlandzkiej w jej pierwszym meczu podczas eliminacji do Mistrzostw Świata w piłce nożnej w 1934 roku przeciwko Belgii.
Kontuzje oraz postępujący alkoholizm nie pozwoliły piłkarzowi stać się gwiazdą większego formatu. Zmarł w wieku zaledwie 41 lat. W październiku 2006 roku Moore pośmiertnie został uhonorowany przez klub Shamrock Rovers tytułem Legendy Piłki.